# Castellazzo Novarese
Castellazzo Novarese är en ort och kommun i provinsen Novara i regionen Piemonte i Italien. Kommunen hade 319 invånare (2018).